# NBA Playoffs 1958
Gli NBA Playoffs 1958 si conclusero con la vittoria dei St. Louis Hawks (campioni della Western Division) che sconfissero i campioni della Eastern Division, i Boston Celtics.

## Squadre qualificate

### Eastern Division
1. Boston Celtics
2. Syracuse Nationals
3. Philad. Warriors

### Western Division
1. St. Louis Hawks
2. Detroit Pistons
3. Cincinnati Royals

## Tabellone
|  | Semifinali di Division | Semifinali di Division | Semifinali di Division |                  |                   | Finali di Division | Finali di Division | Finali di Division |  |  | Finali NBA | Finali NBA | Finali NBA |  |
|  |                        |                        |                        |                  |                   |                    |                    |                    |  |  |            |            |            |  |
|  |                        |                        |                        |                  |                   | 1                  | St. Louis Hawks *  | 4                  |  |  |            |            |            |  |
|  |                        |                        |                        |                  |                   | 1                  | St. Louis Hawks *  | 4                  |  |  |            |            |            |  |
|  |                        |                        | 2                      | Detroit Pistons  | 1                 |                    |                    |                    |  |  |            |            |            |  |
|  | 3                      | Cincinnati Royals      | 2                      | Detroit Pistons  | 1                 | 0                  |                    |                    |  |  |            |            |            |  |
|  | 3                      | Cincinnati Royals      |                        |                  |                   |                    |                    |                    |  |  |            |            |            |  |
|  | 2                      | Detroit Pistons        | 2                      |                  |                   |                    |                    |                    |  |  |            |            |            |  |
|  | 2                      | Detroit Pistons        | 2                      |                  | St. Louis Hawks * | St. Louis Hawks *  | 4                  |                    |  |  |            |            |            |  |
|  |                        |                        |                        |                  |                   |                    |                    |                    |  |  |            |            |            |  |
|  |                        |                        | Boston Celtics *       | Boston Celtics * | 2                 |                    |                    |                    |  |  |            |            |            |  |
|  |                        |                        |                        | Boston Celtics * | 2                 |                    |                    |                    |  |  |            |            |            |  |
|  |                        |                        |                        |                  |                   |                    |                    |                    |  |  |            |            |            |  |
|  |                        |                        |                        |                  |                   |                    |                    |                    |  |  |            |            |            |  |
|  |                        | 1                      | Boston Celtics *       | 4                |                   |                    |                    |                    |  |  |            |            |            |  |
|  |                        |                        |                        | 4                |                   |                    |                    |                    |  |  |            |            |            |  |
|  |                        |                        | 3                      | Philad. Warriors | 1                 |                    |                    |                    |  |  |            |            |            |  |
|  | 3                      | Philad. Warriors       | 3                      | Philad. Warriors | 1                 | 2                  |                    |                    |  |  |            |            |            |  |
|  | 3                      | Philad. Warriors       |                        |                  |                   |                    |                    |                    |  |  |            |            |            |  |
|  | 2                      | Syracuse Nationals     | 1                      |                  |                   |                    |                    |                    |  |  |            |            |            |  |

Legenda
- * Vincitore Division
- "Grassetto" Vincitore serie
- "Corsivo" Squadra con fattore campo

## Eastern Division

### Semifinali

#### (2) Syracuse Nationals - (3) Philadelphia Warriors
RISULTATO FINALE: 1-2
| Syracuse 15 marzo 1958 Gara 1                                                                                               | Syracuse Nationals | 86 – 82 (31-20, 18-24, 18-22, 19-16) referto | Philad. Warriors | Onondaga War Memorial |
| D. Schayes 22 Punti P. Arizin 24 D. Schayes , L. Costello 4 Assist J. George 5 R. Kerr 22 Rimbalzi J. Graboski , T. Gola 13 |                    |                                              |                  |                       |
| |                    |                                              |                  |                       |
| D. Schayes 22 | Punti              | P. Arizin 24                                 |                  |                       |
| D. Schayes, L. Costello 4                                                                                                   | Assist             | J. George 5                                  |                  |                       |
| R. Kerr 22 | Rimbalzi           | J. Graboski, T. Gola 13                      |                  |                       |

| Filadelfia 16 marzo 1958 Gara 2                                                                                    | Philad. Warriors | 95 – 93 (21-16, 25-22, 23-29, 26-26) referto | Syracuse Nationals | Philadelphia Civic Center |
| J. Graboski 23 Punti D. Schayes 32 J. George , T. Gola 5 Assist P. Seymour 4 W. Sauldsberry 14 Rimbalzi R. Kerr 20 |                  |                                              |                    |                           |
| |                  |                                              |                    |                           |
| J. Graboski 23 | Punti            | D. Schayes 32                                |                    |                           |
| J. George, T. Gola 5                                                                                               | Assist           | P. Seymour 4                                 |                    |                           |
| W. Sauldsberry 14                                                                                                  | Rimbalzi         | R. Kerr 20                                   |                    |                           |

| Syracuse 18 marzo 1958 Gara 3                                                                          | Syracuse Nationals | 88 – 101 (27-26, 19-25, 27-24, 15-26) referto | Philad. Warriors | Onondaga War Memorial |
| D. Schayes 26 Punti P. Arizin 25 L. Costello 7 Assist J. Graboski 7 R. Kerr 19 Rimbalzi J. Graboski 15 |                    |                                               |                  |                       |
| |                    |                                               |                  |                       |
| D. Schayes 26                                                                                          | Punti              | P. Arizin 25                                  |                  |                       |
| L. Costello 7                                                                                          | Assist             | J. Graboski 7                                 |                  |                       |
| R. Kerr 19                                                                                             | Rimbalzi           | J. Graboski 15                                |                  |                       |

PRECEDENTI IN REGULAR SEASON
| Regular Season 1957-58 | Syracuse Nationals | 9 – 3 | Philad. Warriors | Referto 1 - Referto 2 - Referto 3 - Referto 4, Referto 5 - Referto 6, Referto 7 - Referto 8 - Referto 9 - Referto 10 - Referto 11 - Referto 12 |
| Syracuse Nationals 103 Philadelphia Warriors 94 Syracuse Nationals 92 Philadelphia Warriors 102 Philadelphia Warriors 96 Syracuse Nationals 105 Philadelphia Warriors 96 Philadelphia Warriors 88 Syracuse Nationals 108 Philadelphia Warriors 110 Philadelphia Warriors 97 Syracuse Nationals 110 Punti 85 Philadelphia Warriors 97 Syracuse Nationals 87 Philadelphia Warriors 98 Syracuse Nationals 119 Syracuse Nationals 97 Philadelphia Warriors 111 Syracuse Nationals 101 Syracuse Nationals 98 Philadelphia Warriors 97 Syracuse Nationals 91 Syracuse Nationals 99 Philadelphia Warriors |                    | |                  | |
| |                    | |                  | |
| Syracuse Nationals 103 Philadelphia Warriors 94 Syracuse Nationals 92 Philadelphia Warriors 102 Philadelphia Warriors 96 Syracuse Nationals 105 Philadelphia Warriors 96 Philadelphia Warriors 88 Syracuse Nationals 108 Philadelphia Warriors 110 Philadelphia Warriors 97 Syracuse Nationals 110 | Punti              | 85 Philadelphia Warriors 97 Syracuse Nationals 87 Philadelphia Warriors 98 Syracuse Nationals 119 Syracuse Nationals 97 Philadelphia Warriors 111 Syracuse Nationals 101 Syracuse Nationals 98 Philadelphia Warriors 97 Syracuse Nationals 91 Syracuse Nationals 99 Philadelphia Warriors |                  | |

PRECEDENTI NEI PLAYOFF
|  | Syracuse Nationals (1950, 1951, 1952, 1957) | 4 – 1 | Philad. Warriors (1956) |  |

### Finale

#### (1) Boston Celtics - (3) Philadelphia Warriors
RISULTATO FINALE: 4-1
| Boston 19 marzo 1958 Gara 1                                                                                | Boston Celtics | 107 – 98 (33-20, 26-25, 25-24, 23-29) referto | Philad. Warriors | Boston Garden |
| B. Cousy 29 Punti W. Sauldsberry 25 B. Cousy 8 Assist P. Arizin 5 B. Russell 25 Rimbalzi W. Sauldsberry 12 |                |                                               |                  |               |
| |                |                                               |                  |               |
| B. Cousy 29                                                                                                | Punti          | W. Sauldsberry 25                             |                  |               |
| B. Cousy 8                                                                                                 | Assist         | P. Arizin 5                                   |                  |               |
| B. Russell 25                                                                                              | Rimbalzi       | W. Sauldsberry 12                             |                  |               |

| Filadelfia 22 marzo 1958 Gara 2                                                                                             | Philad. Warriors | 87 – 109 (21-18, 28-30, 21-30, 17-31) referto | Boston Celtics | Philadelphia Civic Center |
| P. Arizin 25 Punti B. Sharman 32 J. George , E. Beck 4 Assist B. Cousy , B. Sharman 4 J. Graboski 15 Rimbalzi B. Russell 28 |                  |                                               |                |                           |
| |                  |                                               |                |                           |
| P. Arizin 25 | Punti            | B. Sharman 32                                 |                |                           |
| J. George, E. Beck 4 | Assist           | B. Cousy, B. Sharman 4                        |                |                           |
| J. Graboski 15 | Rimbalzi         | B. Russell 28                                 |                |                           |

| Boston 23 marzo 1958 Gara 3                                                                             | Boston Celtics | 106 – 92 (26-28, 22-20, 28-20, 30-24) referto | Philad. Warriors | Boston Garden |
| B. Sharman 27 Punti P. Arizin 25 B. Cousy 14 Assist J. Graboski 8 B. Russell 40 Rimbalzi J. Graboski 15 |                |                                               |                  |               |
| |                |                                               |                  |               |
| B. Sharman 27                                                                                           | Punti          | P. Arizin 25                                  |                  |               |
| B. Cousy 14                                                                                             | Assist         | J. Graboski 8                                 |                  |               |
| B. Russell 40                                                                                           | Rimbalzi       | J. Graboski 15                                |                  |               |

| Filadelfia 26 marzo 1958 Gara 4                                                                         | Philad. Warriors | 112 – 97 (23-16, 22-25, 34-29, 33-27) referto | Boston Celtics | Philadelphia Civic Center |
| Punti T. Heinsohn 20 N. Johnston 7 Assist B. Cousy , F. Ramsey) 5 N. Johnston 17 Rimbalzi B. Russell 21 |                  |                                               |                |                           |
| |                  |                                               |                |                           |
| | Punti            | T. Heinsohn 20                                |                |                           |
| N. Johnston 7                                                                                           | Assist           | B. Cousy, F. Ramsey) 5                        |                |                           |
| N. Johnston 17                                                                                          | Rimbalzi         | B. Russell 21                                 |                |                           |

| Boston 27 marzo 1958 Gara 5                                                                                        | Boston Celtics | 93 – 88 (20-15, 21-29, 25-23, 27-21) referto | Philad. Warriors | Boston Garden |
| T. Heinsohn , F. Ramsey 22 Punti P. Arizin 28 B. Cousy 5 Assist T. Gola 6 B. Russell 30 Rimbalzi W. Sauldsberry 18 |                |                                              |                  |               |
| |                |                                              |                  |               |
| T. Heinsohn, F. Ramsey 22                                                                                          | Punti          | P. Arizin 28                                 |                  |               |
| B. Cousy 5 | Assist         | T. Gola 6                                    |                  |               |
| B. Russell 30 | Rimbalzi       | W. Sauldsberry 18                            |                  |               |

PRECEDENTI IN REGULAR SEASON
| Regular Season 1957-58 | Boston Celtics | 6 – 6 | Philad. Warriors | Referto 1 - Referto 2 - Referto 3 - Referto 4, Referto 5 - Referto 6, Referto 7 - Referto 8 - Referto 9 - Referto 10 - Referto 11 - Referto 12 |
| Boston Celtics 111 Philadelphia Warriors 106 Boston Celtics 112 Philadelphia Warriors 115 Philadelphia Warriors 110 Philadelphia Warriors 116 Boston Celtics 114 Philadelphia Warriors 116 Boston Celtics 101 Philadelphia Warriors 96 Philadelphia Warriors 123 Philadelphia Warriors 97 Punti 89 Philadelphia Warriors 112 Boston Celtics 94 Philadelphia Warriors 105 Boston Celtics 106 Boston Celtics 104 Boston Celtics 113 Philadelphia Warriors 96 Boston Celtics 110 Philadelphia Warriors 110 Boston Celtics 103 Boston Celtics 99 Boston Celtics |                | |                  | |
| |                | |                  | |
| Boston Celtics 111 Philadelphia Warriors 106 Boston Celtics 112 Philadelphia Warriors 115 Philadelphia Warriors 110 Philadelphia Warriors 116 Boston Celtics 114 Philadelphia Warriors 116 Boston Celtics 101 Philadelphia Warriors 96 Philadelphia Warriors 123 Philadelphia Warriors 97 | Punti          | 89 Philadelphia Warriors 112 Boston Celtics 94 Philadelphia Warriors 105 Boston Celtics 106 Boston Celtics 104 Boston Celtics 113 Philadelphia Warriors 96 Boston Celtics 110 Philadelphia Warriors 110 Boston Celtics 103 Boston Celtics 99 Boston Celtics |                  | |

PRECEDENTI NEI PLAYOFF

Si è trattata della prima sfida tra le due squadre ai playoff.

## Western Division

### Semifinali

#### (2) Detroit Pistons - (3) Cincinnati Royals
RISULTATO FINALE: 2-0
| Detroit 15 marzo 1958 Gara 1                                                              | Detroit Pistons | 100 – 83 (32-18, 24-18, 19-29, 25-18) referto | Cincinnati Royals | Detroit Olympia |
| G. Yardley 29 Punti C. Lovellette 15 Assist M. Stokes 2 W. Dukes 23 Rimbalzi M. Stokes 15 |                 |                                               |                   |                 |
|                                                                                           |                 |                                               |                   |                 |
| G. Yardley 29                                                                             | Punti           | C. Lovellette 15                              |                   |                 |
|                                                                                           | Assist          | M. Stokes 2                                   |                   |                 |
| W. Dukes 23                                                                               | Rimbalzi        | M. Stokes 15                                  |                   |                 |

| Cincinnati 16 marzo 1958 Gara 2                                                 | Cincinnati Royals | 104 – 124 (20-29, 27-28, 27-28, 30-39) referto | Detroit Pistons | Cincinnati Gardens |
| J. Twyman 24 Punti G. Yardley , W. Dukes 24 J. Twyman 12 Rimbalzi G. Yardley 14 |                   |                                                |                 |                    |
|                                                                                 |                   |                                                |                 |                    |
| J. Twyman 24                                                                    | Punti             | G. Yardley, W. Dukes 24                        |                 |                    |
| J. Twyman 12                                                                    | Rimbalzi          | G. Yardley 14                                  |                 |                    |

PRECEDENTI IN REGULAR SEASON
| Regular Season 1957-58 | Detroit Pistons | 6 – 6 | Cincinnati Royals | Referto 1 - Referto 2 - Referto 3 - Referto 4, Referto 5 - Referto 6, Referto 7 - Referto 8 - Referto 9 - Referto 10 - Referto 11 - Referto 12 |
| Cincinnati Royals 88 Detroit Pistons 75 (1 t.s.) Cincinnati Royals 99 Detroit Pistons 100 Detroit Pistons 99 Detroit Pistons 109 Detroit Pistons 112 Cincinnati Royals 130 Detroit Pistons 99 Detroit Pistons 115 Cincinnati Royals 107 Cincinnati Royals 107 Punti 94 Detroit Pistons 92 Cincinnati Royals 96 Detroit Pistons 96 Cincinnati Royals 109 Cincinnati Royals 105 Cincinnati Royals 101 Cincinnati Royals 96 Detroit Pistons 114 Cincinnati Royals 94 Cincinnati Royals 103 Detroit Pistons 109 Detroit Pistons |                 | |                   | |
| |                 | |                   | |
| Cincinnati Royals 88 Detroit Pistons 75 (1 t.s.) Cincinnati Royals 99 Detroit Pistons 100 Detroit Pistons 99 Detroit Pistons 109 Detroit Pistons 112 Cincinnati Royals 130 Detroit Pistons 99 Detroit Pistons 115 Cincinnati Royals 107 Cincinnati Royals 107 | Punti           | 94 Detroit Pistons 92 Cincinnati Royals 96 Detroit Pistons 96 Cincinnati Royals 109 Cincinnati Royals 105 Cincinnati Royals 101 Cincinnati Royals 96 Detroit Pistons 114 Cincinnati Royals 94 Cincinnati Royals 103 Detroit Pistons 109 Detroit Pistons |                   | |

PRECEDENTI NEI PLAYOFF
|  | Detroit Pistons (1950, 1953) | 2 – 3 | Cincinnati Royals (1951, 1952, 1954) |  |

### Finale

#### (1) St. Louis Hawks - (2) Detroit Pistons
RISULTATO FINALE: 4-1
| Arbitri: | Mendy Rudolph Jim Duffy |

|             |       |            |
| C. Hagan 38 | Punti | G. Shue 29 |

| Arbitri: | Mendy Rudolph Jim Duffy |

|               |       |             |
| G. Yardley 26 | Punti | C. Hagan 27 |

| Arbitri: | Mendy Rudolph Jim Duffy |

|             |       |               |
| C. Hagan 29 | Punti | G. Yardley 31 |

| Detroit 26 marzo 1958 Gara 4               | Detroit Pistons | 101 – 145 (20-40, 24-32, 26-31, 31-42) referto | St. Louis Hawks | Detroit Olympia |
| G. Yardley , W. Dukes 16 Punti C. Hagan 28 |                 |                                                |                 |                 |
|                                            |                 |                                                |                 |                 |
| G. Yardley, W. Dukes 16                    | Punti           | C. Hagan 28                                    |                 |                 |

| Arbitri: | Mendy Rudolph Jim Duffy |

|             |       |                         |
| C. Hagan 32 | Punti | G. Yardley, W. Dukes 16 |

PRECEDENTI IN REGULAR SEASON
| Regular Season 1957-58 | St. Louis Hawks | 6 – 6 | Detroit Pistons | Referto 1 - Referto 2 - Referto 3 - Referto 4, Referto 5 - Referto 6, Referto 7 - Referto 8 - Referto 9 - Referto 10 - Referto 11 - Referto 12 |
| St. Louis Hawks 115 Detroit Pistons 110 St. Louis Hawks 106 St. Louis Hawks 106 St. Louis Hawks 95 St. Louis Hawks 105 Detroit Pistons 105 St. Louis Hawks 107 Detroit Pistons 105 St. Louis Hawks 98 Detroit Pistons 98 St. Louis Hawks 113 Punti 110 Detroit Pistons 121 St. Louis Hawks 99 Detroit Pistons 110 Detroit Pistons 93 Detroit Pistons 103 Detroit Pistons 98 St. Louis Hawks 125 Detroit Pistons 122 St. Louis Hawks 100 Detroit Pistons 96 St. Louis Hawks 114 Detroit Pistons (1 t.s.) |                 | |                 | |
| |                 | |                 | |
| St. Louis Hawks 115 Detroit Pistons 110 St. Louis Hawks 106 St. Louis Hawks 106 St. Louis Hawks 95 St. Louis Hawks 105 Detroit Pistons 105 St. Louis Hawks 107 Detroit Pistons 105 St. Louis Hawks 98 Detroit Pistons 98 St. Louis Hawks 113 | Punti           | 110 Detroit Pistons 121 St. Louis Hawks 99 Detroit Pistons 110 Detroit Pistons 93 Detroit Pistons 103 Detroit Pistons 98 St. Louis Hawks 125 Detroit Pistons 122 St. Louis Hawks 100 Detroit Pistons 96 St. Louis Hawks 114 Detroit Pistons (1 t.s.) |                 | |

PRECEDENTI NEI PLAYOFF
|  | St. Louis Hawks | 0 – 1 | Detroit Pistons (1956) |  |

## NBA Finals 1958

### Boston Celtics - St. Louis Hawks
RISULTATO FINALE
|  | Boston Celtics | 2 – 4 | St. Louis Hawks |  |

PRECEDENTI IN REGULAR SEASON
| Regular Season 1957-58 | Boston Celtics | 5 – 4 | St. Louis Hawks | Referto 1 - Referto 2 - Referto 3 - Referto 4, Referto 5 - Referto 6, Referto 7 - Referto 8 - Referto 9 |
| St. Louis Hawks 90 Boston Celtics 92 Boston Celtics 111 St. Louis Hawks 97 St. Louis Hawks 112 St. Louis Hawks 102 Boston Celtics 111 St. Louis Hawks 119 Boston Celtics 109 Punti 115 Boston Celtics 88 St. Louis Hawks 97 St. Louis Hawks 94 Boston Celtics 107 Boston Celtics 98 Boston Celtics 101 St. Louis Hawks 100 Boston Celtics 102 St. Louis Hawks |                | |                 | |
| |                | |                 | |
| St. Louis Hawks 90 Boston Celtics 92 Boston Celtics 111 St. Louis Hawks 97 St. Louis Hawks 112 St. Louis Hawks 102 Boston Celtics 111 St. Louis Hawks 119 Boston Celtics 109 | Punti          | 115 Boston Celtics 88 St. Louis Hawks 97 St. Louis Hawks 94 Boston Celtics 107 Boston Celtics 98 Boston Celtics 101 St. Louis Hawks 100 Boston Celtics 102 St. Louis Hawks |                 | |

PRECEDENTI NEI PLAYOFF
|  | Boston Celtics (1957) | 1 – 0 | St. Louis Hawks |  |

#### Roster
| \| Pos. \| Num. \| Naz. \| Nome \| Altezza \| Peso \| Data nascita \| Provenienza \| \| ---- \| ---- \| ---- \| ----------------- \| ------- \| ------ \| ------------ \| ------------------- \| \| G \| 14 \| \| Cousy, Bob \| 185 cm \| 79 kg \| 09-08-1928 \| Holy Cross \| \| A/C \| 15 \| \| Heinsohn, Tom \| 201 cm \| 99 kg \| 26-08-1934 \| Holy Cross \| \| G/AP \| 20 \| \| Jones, Sam \| 193 cm \| 90 kg \| 24-06-1933 \| NCCU \| \| A \| 18 \| \| Loscutoff, Jim \| 196 cm \| 100 kg \| 04-02-1930 \| Oregon \| \| A/C \| 16 \| \| Nichols, Jack \| 201 cm \| 101 kg \| 09-04-1926 \| Washington \| \| G/AP \| 17 \| \| Phillip, Andy \| 188 cm \| 88 kg \| 07-03-1922 \| Illinois \| \| G/AP \| 23 \| \| Ramsey, Frank \| 191 cm \| 86 kg \| 13-07-1931 \| Kentucky \| \| A/C \| 19 \| \| Risen, Arnie \| 206 cm \| 91 kg \| 09-10-1924 \| Ohio State \| \| C \| 6 \| \| Russell, Bill \| 206 cm \| 98 kg \| 12-02-1934 \| San Francisco \| \| G \| 21 \| \| Sharman, Bill \| 185 cm \| 79 kg \| 25-05-1926 \| Southern California \| \| A \| 29 \| \| Tsioropoulos, Lou \| 196 cm \| 86 kg \| 31-08-1930 \| Kentucky \| | Allenatore - Red Auerbach Assistente/i - Harvey Cohn Legenda - (C) Capitano - (FA) Free agent - (S) Sospeso - (TW) Contratto Two-way - (GL) Assegnato a squadra G League affiliata - Infortunato Roster • Transazioni · Ultima transazione: 22 aprile 1958 |                        |                   |         |        |              |                     |
| Pos. | Num. | Naz.                   | Nome              | Altezza | Peso   | Data nascita | Provenienza         |
| G | 14 | Stati Uniti (bandiera) | Cousy, Bob        | 185 cm  | 79 kg  | 09-08-1928   | Holy Cross          |
| A/C | 15 | Stati Uniti (bandiera) | Heinsohn, Tom     | 201 cm  | 99 kg  | 26-08-1934   | Holy Cross          |
| G/AP | 20 | Stati Uniti (bandiera) | Jones, Sam        | 193 cm  | 90 kg  | 24-06-1933   | NCCU                |
| A | 18 | Stati Uniti (bandiera) | Loscutoff, Jim    | 196 cm  | 100 kg | 04-02-1930   | Oregon              |
| A/C | 16 | Stati Uniti (bandiera) | Nichols, Jack     | 201 cm  | 101 kg | 09-04-1926   | Washington          |
| G/AP | 17 | Stati Uniti (bandiera) | Phillip, Andy     | 188 cm  | 88 kg  | 07-03-1922   | Illinois            |
| G/AP | 23 | Stati Uniti (bandiera) | Ramsey, Frank     | 191 cm  | 86 kg  | 13-07-1931   | Kentucky            |
| A/C | 19 | Stati Uniti (bandiera) | Risen, Arnie      | 206 cm  | 91 kg  | 09-10-1924   | Ohio State          |
| C | 6 | Stati Uniti (bandiera) | Russell, Bill     | 206 cm  | 98 kg  | 12-02-1934   | San Francisco       |
| G | 21 | Stati Uniti (bandiera) | Sharman, Bill     | 185 cm  | 79 kg  | 25-05-1926   | Southern California |
| A | 29 | Stati Uniti (bandiera) | Tsioropoulos, Lou | 196 cm  | 86 kg  | 31-08-1930   | Kentucky            |

| \| Pos. \| Num. \| Naz. \| Nome \| Altezza \| Peso \| Data nascita \| Provenienza \| \| ---- \| ---- \| ---- \| ----------------- \| ------- \| ------ \| ------------ \| ------------- \| \| A/C \| 11 \| \| Coleman, Jack \| 201 cm \| 88 kg \| 23-05-1924 \| Louisville \| \| A/C \| 12 \| \| Davis, Walt \| 203 cm \| 93 kg \| 05-01-1931 \| Texas A&M \| \| G/AP \| 16 \| \| Hagan, Cliff \| 193 cm \| 95 kg \| 09-12-1931 \| Kentucky \| \| A/C \| 20 \| \| Macauley, Ed \| 203 cm \| 84 kg \| 22-03-1928 \| Saint Louis \| \| G \| 22 \| \| Martin, Slater \| 178 cm \| 77 kg \| 22-10-1925 \| Texas \| \| G \| 21 \| \| McMahon, Jack \| 185 cm \| 84 kg \| 03-12-1928 \| St. John's \| \| A/C \| 12 \| \| Morrison, Red \| 203 cm \| 100 kg \| 26-04-1932 \| Idaho \| \| G/AP \| 17 \| \| Park, Med \| 188 cm \| 93 kg \| 11-04-1933 \| Missouri \| \| G \| 17 \| \| Patterson, Worthy \| 188 cm \| 79 kg \| 17-06-1931 \| Connecticut \| \| A/C \| 9 \| \| Pettit, Bob \| 206 cm \| 93 kg \| 12-12-1932 \| LSU \| \| G/AP \| 19 \| \| Selvy, Frank \| 191 cm \| 82 kg \| 09-11-1932 \| Furman \| \| C \| 13 \| \| Share, Chuck \| 211 cm \| 107 kg \| 14-03-1927 \| Bowling Green \| \| G/AP \| 15 \| \| Wilfong, Win \| 188 cm \| 84 kg \| 18-03-1933 \| Memphis \| | Allenatore - Alex Hannum Assistente/i - Bernie Ebert Legenda - (C) Capitano - (FA) Free agent - (S) Sospeso - (TW) Contratto Two-way - (GL) Assegnato a squadra G League affiliata - Infortunato Roster • Transazioni · Ultima transazione: 22 aprile 1958 |                        |                   |         |        |              |               |
| Pos. | Num. | Naz.                   | Nome              | Altezza | Peso   | Data nascita | Provenienza   |
| A/C | 11 | Stati Uniti (bandiera) | Coleman, Jack     | 201 cm  | 88 kg  | 23-05-1924   | Louisville    |
| A/C | 12 | Stati Uniti (bandiera) | Davis, Walt       | 203 cm  | 93 kg  | 05-01-1931   | Texas A&M     |
| G/AP | 16 | Stati Uniti (bandiera) | Hagan, Cliff      | 193 cm  | 95 kg  | 09-12-1931   | Kentucky      |
| A/C | 20 | Stati Uniti (bandiera) | Macauley, Ed      | 203 cm  | 84 kg  | 22-03-1928   | Saint Louis   |
| G | 22 | Stati Uniti (bandiera) | Martin, Slater    | 178 cm  | 77 kg  | 22-10-1925   | Texas         |
| G | 21 | Stati Uniti (bandiera) | McMahon, Jack     | 185 cm  | 84 kg  | 03-12-1928   | St. John's    |
| A/C | 12 | Stati Uniti (bandiera) | Morrison, Red     | 203 cm  | 100 kg | 26-04-1932   | Idaho         |
| G/AP | 17 | Stati Uniti (bandiera) | Park, Med         | 188 cm  | 93 kg  | 11-04-1933   | Missouri      |
| G | 17 | Stati Uniti (bandiera) | Patterson, Worthy | 188 cm  | 79 kg  | 17-06-1931   | Connecticut   |
| A/C | 9 | Stati Uniti (bandiera) | Pettit, Bob       | 206 cm  | 93 kg  | 12-12-1932   | LSU           |
| G/AP | 19 | Stati Uniti (bandiera) | Selvy, Frank      | 191 cm  | 82 kg  | 09-11-1932   | Furman        |
| C | 13 | Stati Uniti (bandiera) | Share, Chuck      | 211 cm  | 107 kg | 14-03-1927   | Bowling Green |
| G/AP | 15 | Stati Uniti (bandiera) | Wilfong, Win      | 188 cm  | 84 kg  | 18-03-1933   | Memphis       |

#### Risultati
| Arbitri: | Arnie Heft Mendy Rudolph |

|                                                                                  |            |                                                                   |
| B. Cousy 27                                                                      | Punti      | C. Hagan 33                                                       |
| B. Cousy 5                                                                       | Assist     | J. McMahon 5                                                      |
| B. Russell 29                                                                    | Rimbalzi   | B. Pettit 19                                                      |
| Cousy, Heinsohn, Nichols, Phillip, Ramsey, Risen, Russell, Sharman, Tsioropoulos | Formazioni | Coleman, Hagan, Macauley, Martin, McMahon, Pettit, Share, Wilfong |

| Arbitri: | Arnie Heft Mendy Rudolph |

|                                                                                |            |                                                                                |
| B. Cousy 25                                                                    | Punti      | C. Hagan 37                                                                    |
| B. Cousy 10                                                                    | Assist     | C. Hagan, B. Pettit, J. McMahon 3                                              |
| B. Russell 27                                                                  | Rimbalzi   | C. Hagan 12                                                                    |
| Cousy, Heinsohn, Jones, Nichols, Ramsey, Risen, Russell, Sharman, Tsioropoulos | Formazioni | Coleman, Davis, Hagan, Macauley, Martin, McMahon, Park, Pettit, Share, Wilfong |

| Arbitri: | Arnie Heft Mendy Rudolph |

|                                                                                |            |                                                                                         |
| B. Pettit 32                                                                   | Punti      | F. Ramsey 29                                                                            |
| J. McMahon 7                                                                   | Assist     | B. Cousy 7                                                                              |
| B. Pettit 19                                                                   | Rimbalzi   | B. Russell 13                                                                           |
| Coleman, Davis, Hagan, Macauley, Martin, McMahon, Park, Pettit, Share, Wilfong | Formazioni | Cousy, Heinsohn, Jones, Nichols, Phillip, Ramsey, Risen, Russell, Sharman, Tsioropoulos |

| Arbitri: | Arnie Heft Mendy Rudolph |

|                                                                                |            |                                                                                |
| C. Hagan 27                                                                    | Punti      | B. Cousy 24                                                                    |
| C. Share, W. Wilfong 9                                                         | Assist     | B. Cousy 10                                                                    |
| B. Pettit 17                                                                   | Rimbalzi   | B. Cousy, F. Ramsey, T. Heinsohn 13                                            |
| Coleman, Davis, Hagan, Macauley, Martin, McMahon, Park, Pettit, Share, Wilfong | Formazioni | Cousy, Heinsohn, Jones, Nichols, Phillip, Ramsey, Risen, Sharman, Tsioropoulos |

| Arbitri: | Arnie Heft Mendy Rudolph |

|                                                                                |            |                                                                                |
| F. Ramsey 30                                                                   | Punti      | B. Pettit 33                                                                   |
| B. Cousy 5                                                                     | Assist     | S. Martin 5                                                                    |
| T. Heinsohn 20                                                                 | Rimbalzi   | B. Pettit 21                                                                   |
| Cousy, Heinsohn, Jones, Nichols, Phillip, Ramsey, Risen, Sharman, Tsioropoulos | Formazioni | Coleman, Davis, Hagan, Macauley, Martin, McMahon, Park, Pettit, Share, Wilfong |

| Arbitri: | Arnie Heft Mendy Rudolph |

|                                                                                |            |                                                                                         |
| B. Pettit 50                                                                   | Punti      | B. Sharman 26                                                                           |
|                                                                                | Assist     | B. Cousy 9                                                                              |
| B. Pettit 19                                                                   | Rimbalzi   | A. Risen 9                                                                              |
| Coleman, Davis, Hagan, Macauley, Martin, McMahon, Park, Pettit, Share, Wilfong | Formazioni | Cousy, Heinsohn, Jones, Nichols, Phillip, Ramsey, Risen, Russell, Sharman, Tsioropoulos |

| Campione NBA 1958         |
| ------------------------- |
| St. Louis Hawks 1º titolo |

#### Hall of famer
| NBA Finals | Atleta        | Squadra         | Anno      |                      |
| ---------- | ------------- | --------------- | --------- | -------------------- |
| Giocatore  | Bob Pettit    | St. Louis Hawks | 1970      | Giocatore            |
| Giocatore  | Cliff Hagan   | St. Louis Hawks | 1978      | Giocatore            |
| Giocatore  | Slater Martin | St. Louis Hawks | 1982      | Giocatore            |
| Giocatore  | Ed Macauley   | St. Louis Hawks | 1960      | Giocatore            |
| Allenatore | Alex Hannum   | St. Louis Hawks | 1998      | Allenatore           |
| Giocatore  | Bob Cousy     | Boston Celtics  | 1971      | Giocatore            |
| Giocatore  | Tom Heinsohn  | Boston Celtics  | 1986 2015 | Giocatore Allenatore |
| Giocatore  | Sam Jones     | Boston Celtics  | 1984      | Giocatore            |
| Giocatore  | Andy Phillip  | Boston Celtics  | 1961      | Giocatore            |
| Giocatore  | Frank Ramsey  | Boston Celtics  | 1982      | Giocatore            |
| Giocatore  | Arnie Risen   | Boston Celtics  | 1998      | Giocatore            |
| Giocatore  | Bill Russell  | Boston Celtics  | 1975 2021 | Giocatore Allenatore |
| Giocatore  | Bill Sharman  | Boston Celtics  | 1976 2004 | Giocatore Allenatore |
| Allenatore | Red Auerbach  | Boston Celtics  | 1969      | Allenatore           |

## Squadra vincitrice
| N° | Naz.                   | Ruolo | Sportivo      |  | Alt. |  |
| -- | ---------------------- | ----- | ------------- |  | ---- |  |
| 9  | Stati Uniti (bandiera) | AG    | Bob Pettit    |  | 206  |  |
| 11 | Stati Uniti (bandiera) | AG    | Jack Coleman  |  | 201  |  |
| 12 | Stati Uniti (bandiera) | AG    | Walt Davis    |  | 203  |  |
| 13 | Stati Uniti (bandiera) | C     | Chuck Share   |  | 211  |  |
| 15 | Stati Uniti (bandiera) | AP    | Win Wilfong   |  | 188  |  |
| 16 | Stati Uniti (bandiera) | AP    | Cliff Hagan   |  | 193  |  |
| 17 | Stati Uniti (bandiera) | G     | Med Park      |  | 188  |  |
| 20 | Stati Uniti (bandiera) | C     | Ed Macauley   |  | 203  |  |
| 21 | Stati Uniti (bandiera) | P     | Jack McMahon  |  | 185  |  |
| 22 | Stati Uniti (bandiera) | P     | Slater Martin |  | 178  |  |
|    | Stati Uniti (bandiera) | All.  | Alex Hannum   |  |      |  |

## Statistiche
Aggiornate al 3 agosto 2021.
| Categoria | Giocatore    | Squadra         | Media | PG |
| --------- | ------------ | --------------- | ----- | -- |
| Punti     | Cliff Hagan  | St. Louis Hawks | 27,7  | 11 |
| Rimbalzi  | Bill Russell | Boston Celtics  | 24,6  | 9  |
| Assist    | Bob Cousy    | Boston Celtics  | 7,5   | 11 |